# Centropogon tessmannii
Centropogon tessmannii är en klockväxtart som beskrevs av Franz Elfried Wimmer. Centropogon tessmannii ingår i släktet Centropogon och familjen klockväxter. Inga underarter finns listade i Catalogue of Life.